# 박진규 (기업인)
박진규(朴鎭圭, 1960년 7월 1일 ~ )는 대한민국의 기업인이다. 에넥스 2대 총수, 회장이다.

## 학력
- 1979년 배명고등학교 졸업
- 1986년 세종대학교 경영학과 졸업
- 2000년 서강대학교 경영대학원 최고경영자과정 수료
- 2002년 중앙대학교 중국경제전문가과정 수료

## 경력
- 1986년: 오리표 입사
- 1990년: 오리표 하이테크 대표이사
- 1998년 4월: 에넥스 부회장
- 2003년 7월 ~ 2010년 5월: 에넥스 이내스주구유한공사 사장
- 2010년 6월 ~ 2019년 3월: 에넥스 대표이사 부회장
- 2019년 3월 ~ 현재: 에넥스 대표이사 회장

## 가족 관계
- 아버지: 박유재(朴有載, 1934년 1월 15일 ~ )
- 어머니: 정숙자(鄭淑子, ~ 2024년 7월 8일)
- 첫째 동생: 박진호(朴鎭浩, 1962년 7월 18일 ~ 2016년 4월 30일)
- 둘째 동생: 박진우(1964년 3월 21일 ~ )
- 장남: 박성은(1991년 ~ )
- 차남: 박경태(1993년 ~ )